# Andreia Faria
Andreia Faria, de son nom complet Andreia Martins Faria, née le 19 avril 2000 à Vila Real au Portugal, est une footballeuse portugaise jouant au poste de milieu défensif ou central. Elle évolue au Benfica Lisbonne et est internationale portugaise depuis 2020.

## Biographie
Sa passion pour le football est venue très, elle joue avec les garçons de son village, jusqu'à ce qu'elle décide de représenter le club de Diogo Cão.
Arrivée au Vilaverdense FC, elle participe aux championnats National de foot à 9 U19 ainsi qu'à la Liga Allianz. Grâce à un but marqué lors de la demi-finale de la Taça Nacional Feminino U19, face au Clube de Albergaria U19, les jeunes Vilas, se retrouvent en finale face à A-dos-Francos. Finale qui se dispute en matchs aller-retour, remportée par les Vilaverdenses, 5-0 et 4-2.
En 2018, elle rejoint la section féminine nouvellement créée du SL Benfica. Lors du record national de buts marqués en un match, marque un des 32 buts, face au CP Pego. Lors du tout premier titre du jeune club lisboète, soit la coupe du Portugal, elle est titulaire et est remplacé à la 44e minute par Pati Llanos.

## Statistiques

### En club
| Saison                | Club                  | Championnat           | Championnat | Championnat | Coupe(s) nationale(s) | Coupe(s) nationale(s) | Compétition(s) continentale(s) | Compétition(s) continentale(s) | Compétition(s) continentale(s) | Sélection | Sélection | Sélection | Total | Total |
| Saison                | Club                  | Division              | M.          | B.          | M.                    | B.                    | Comp.                          | M.                             | B.                             | Équipe    | M.        | B.        | M.    | B.    |
| 2017-2018             | Vilaverdense FC U19   | National Foot à 9 U19 | -           | -           | 1                     | 1                     | -                              | 0                              | 0                              | -         | -         | -         | 1     | 1     |
| Sous-total            | Sous-total            | Sous-total            | 0           | 0           | 1                     | 1                     | -                              | 0                              | 0                              | -         | -         | -         | 1     | 1     |
| 2017-2018             | Vilaverdense FC       | Liga Allianz          | 15          | 2           | 1                     | 2                     | -                              | 0                              | 0                              | U19       | 13        | 1         | 29    | 5     |
| Sous-total            | Sous-total            | Sous-total            | 15          | 2           | 1                     | 2                     | -                              | 0                              | 0                              | -         | 13        | 1         | 29    | 5     |
| 2018-2019             | SL Benfica U19        | National Foot à 9 U19 | 6           | 1           | 0                     | 0                     | -                              | -                              | -                              | -         | 0         | 0         | 6     | 1     |
| Sous-total            | Sous-total            | Sous-total            | 6           | 1           | 0                     | 0                     | -                              | 0                              | 0                              | -         | 0         | 0         | 6     | 1     |
| 2018-2019             | SL Benfica            | II Divisão            | 23          | 10          | 6                     | 1                     | -                              | -                              | -                              | U19       | 12        | 1         | 41    | 12    |
| 2019-2020             | SL Benfica            | Liga BPI              | 14          | 2           | 9                     | 0                     | -                              | -                              | -                              | A         | 3         | 0         | 26    | 2     |
| 2020-2021             | SL Benfica            | Liga BPI              | 20          | 3           | 2                     | 0                     | LDC                            | 3                              | 0                              | A         | 5         | 0         | 30    | 3     |
| 2021-2022             | SL Benfica            | Liga BPI              | 5           | 0           | 1                     | 0                     | LDC                            | 8                              | 0                              | A         | 2         | 0         | 16    | 0     |
| Sous-total            | Sous-total            | Sous-total            | 62          | 15          | 18                    | 1                     | -                              | 11                             | 0                              | -         | 22        | 1         | 113   | 17    |
| Total sur la carrière | Total sur la carrière | Total sur la carrière | 83          | 18          | 20                    | 4                     | -                              | 11                             | 0                              |           | 35        | 2         | 149   | 24    |

Statistiques actualisées le 4 décembre 2021

#### Matchs disputés en coupes continentales
| Matchs | Date             | Stade                              | Adversaire     | Résultat | Minutes | Compétition         | Buts | Tour                           | Club       |
| ------ | ---------------- | ---------------------------------- | -------------- | -------- | ------- | ------------------- | ---- | ------------------------------ | ---------- |
| 1      | 4 novembre 2020  | Makedonikos Stadium, Thessalonique | PAOK Salonique | 1 – 3    | 74 min  | Ligue des champions | 0    | Premier tour de qualification  | SL Benfica |
| 2      | 18 novembre 2020 | Stade Lotto Park, Bruxelles        | RSC Anderlecht | 1 – 2    | 90 min  | Ligue des champions | 0    | Deuxième tour de qualification | SL Benfica |
| 3      | 9 décembre 2020  | Benfica Campus, Seixal             | Chelsea        | 0 – 5    | 40 min  | Ligue des champions | 0    | Seizièmes de finale            | SL Benfica |
| 4      | 18 août 2021     | Stade Nogometni, Zenica            | MS Kiryat Gat  | 4 – 0    | 71 min  | Ligue des champions | 0    | Premier tour de qualification  | SL Benfica |
| 5      | 21 août 2021     | Stade Nogometni, Zenica            | Racing FC      | 0 – 7    | 65 min  | Ligue des champions | 0    | Premier tour de qualification  | SL Benfica |
| 6      | 31 août 2021     | Stade De Grolsch Veste, Enschede   | FC Twente      | 1 – 1    | 60 min  | Ligue des champions | 0    | Deuxième tour de qualification | SL Benfica |
| 7      | 9 septembre 2021 | Benfica Campus, Seixal             | FC Twente      | 4 – 0    | 76 min  | Ligue des champions | 0    | Deuxième tour de qualification | SL Benfica |

### En sélection nationale
Andreia Faria fait ses débuts en sélection avec l'équipe des moins de 16 ans, le 4 mai 2015, dans le match perdu 1-0 contre la Norvège, un match comptant pour le Torneio Desenvolvimento UEFA Sub-16 Feminino, Beja 2016, elle y est titulaire. Par la suite elle est régulièrement appelée en sélection de catégorie jeunes (U16, U17 et U19). 
Elle est sélectionnée en équipe senior, lors de l'Algarve Cup 2020, le 4 mars 2020, face aux italiennes, match qui a vu la victoire de la squadra 2-1. Depuis, elle est régulièrement appelée en équipe nationale. 
| Matches officiels de Sílvia Rebelo en sélections portugaises au 4 septembre 2021 | Matches officiels de Sílvia Rebelo en sélections portugaises au 4 septembre 2021 | Matches officiels de Sílvia Rebelo en sélections portugaises au 4 septembre 2021 | Matches officiels de Sílvia Rebelo en sélections portugaises au 4 septembre 2021 | Matches officiels de Sílvia Rebelo en sélections portugaises au 4 septembre 2021 |
| Club                                                                             | V.                                                                               | N.                                                                               | D.                                                                               | Buts                                                                             |
| -------------------------------------------------------------------------------- | -------------------------------------------------------------------------------- | -------------------------------------------------------------------------------- | -------------------------------------------------------------------------------- | -------------------------------------------------------------------------------- |
| Portugal U16 (8 matchs:13.56 %)                                                  | 3 (37.50 %)                                                                      | 1 (12.50 %)                                                                      | 4 (50.00 %)                                                                      | 1 (12.50 %)                                                                      |
| Portugal U17 (15 matchs:25.42 %)                                                 | 3 (20.00 %)                                                                      | 4 (28,57 %)                                                                      | 8 (51.43 %)                                                                      | 4 (50.00 %)                                                                      |
| Portugal U19 (28 matchs:47.46 %)                                                 | 13 (46.43 %)                                                                     | 4 (14.29 %)                                                                      | 11 (39.28 %)                                                                     | 3 (37.50 %)                                                                      |
| Portugal A (8 matchs: 13.56 %)                                                   | 3 (37.50 %)                                                                      | 1 (12.50 %)                                                                      | 4 (50.00 %)                                                                      | 0 (00,00 %)                                                                      |
| Total                                                                            | 22 (37.29 %)                                                                     | 10 (16.95 %)                                                                     | 27 (45.76 %)                                                                     | 8                                                                                |

## Palmarès

### Avec leVilaverdense FC U19
- Vainqueur de la Taça Nacional Feminino U19 : 1 fois — Taça Nacional Feminino U19 2017-18.

### Avec leSL Benfica U19
- Vainqueur du National Foot à 9 U19 : 1 fois — National Foot à 9 U19 2018-19.

### Avec leSL Benfica
- Vainqueur du championnat du Portugal : 1 fois — 2020-21.
- Vainqueur de la coupe du Portugal : 1 fois — 2018-19.
- Vainqueur de la Supercoupe du Portugal : 1 fois — 2019
- Vainqueur de la coupe de la Ligue : 2 fois — 2019-20 et 2020-21.
- Championne de la II Divisão : 1 fois — 2018-19.
- Finaliste de la coupe du Portugal : 1 fois — 2019-20.
- Finaliste de la Supercoupe : 1 fois — 2021.